# ESL One New York 2016
Die ESL One New York 2016 war ein Turnier in der E-Sport-Disziplin Counter-Strike: Global Offensive, welches vom 30. September bis zum 2. Oktober 2016 im Barclays Center in New York stattfand. Das Preisgeld des Turniers betrug 250.000 US-Dollar. Das Turnier wurde im Schweizer System gefolgt von einem K.-o.-System ausgetragen. Der Sieger des Turniers war das Team Natus Vincere.
Zudem veranstaltete die ESL mit The Brooklyn Beatdown ein weiteres Event parallel zum CS:GO-Turnier, welches im Spiel Street Fighter V ausgetragen wurde.

## Teilnehmer
Folgende sechs Teilnehmer wurden von der ESL eingeladen:
- SK Gaming
- G2 Esports
- Team Liquid
- Virtus.pro
- Natus Vincere
- fnatic

Weitere zwei Teams qualifizierten sich für das Turnier:
- Astralis
- OpTic Gaming

## Turnierverlauf
Bis zur vierten Runde scheiden alle Teams mit drei Niederlagen aus. Teams mit drei Siegen sind für die Playoffs qualifiziert.

### Runde 1
| Höhergesetzte Teams | Ergebnis | Niedriggesetzte Teams |
| ------------------- | -------- | --------------------- |
| Virtus.pro          | 16:06    | fnatic                |
| G2 Esports          | 13:16    | Astralis              |
| SK Gaming           | 16:10    | OpTic Gaming          |
| Natus Vincere       | 16:09    | Team Liquid           |

### Runde 2
|                            | Ergebnis                   |                            |
| Teams mit einer Niederlage | Teams mit einer Niederlage | Teams mit einer Niederlage |
| -------------------------- | -------------------------- | -------------------------- |
| fnatic                     | 16:03                      | OpTic Gaming               |
| G2 Esports                 | 07:16                      | Team Liquid                |
| Teams ohne Niederlage      |                            |                            |
| Virtus.pro                 | 09:16                      | Natus Vincere              |
| SK Gaming                  | 16:13                      | Astralis                   |

### Runde 3
|                            | Ergebnis                   |                            |
| Teams mit zwei Niederlagen | Teams mit zwei Niederlagen | Teams mit zwei Niederlagen |
| -------------------------- | -------------------------- | -------------------------- |
| OpTic Gaming               | 16:07                      | G2 Esports                 |
| Teams mit einer Niederlage |                            |                            |
| Team Liquid                | 08:16                      | Virtus.pro                 |
| Astralis                   | 09:16                      | fnatic                     |
| Teams ohne Niederlage      |                            |                            |
| Natus Vincere              | 16:06                      | SK Gaming                  |

### Runde 4
|                                         | Ergebnis                   |                            |
| Teams mit zwei Niederlagen              | Teams mit zwei Niederlagen | Teams mit zwei Niederlagen |
| --------------------------------------- | -------------------------- | -------------------------- |
| Astralis                                | 12:16                      | OpTic Gaming               |
| Teams mit einer bzw. zwei Niederlage(n) |                            |                            |
| fnatic                                  | 14:16                      | Team Liquid                |
| Teams mit einer Niederlage              |                            |                            |
| SK Gaming                               | 16:08                      | Virtus.pro                 |

### Runde 5
|             | Ergebnis |              |
| ----------- | -------- | ------------ |
| Team Liquid | 16:12    | fnatic       |
| Virtus.pro  | 16:14    | OpTic Gaming |

### Playoffs
|  | Halbfinale                        | Halbfinale    | Halbfinale | Halbfinale | Halbfinale |  |  | Finale                            | Finale        | Finale | Finale | Finale |
|  |                                   |               |            |            |            |  |  |                                   |               |        |        |        |
|  |                                   |               |            |            |            |  |  |                                   |               |        |        |        |
|  | Brasilien                         | SK Gaming     | 19         | 21         | 7          |  |  |                                   |               |        |        |        |
|  | Polen                             | Virtus.pro    | 16         | 25         | 16         |  |  |                                   |               |        |        |        |
|  |                                   |               |            |            |            |  |  | Polen                             | Virtus.pro    | 16     | 8      | 17     |
|  |                                   |               |            |            |            |  |  | Gemeinschaft Unabhängiger Staaten | Natus Vincere | 3      | 16     | 19     |
|  | Gemeinschaft Unabhängiger Staaten | Natus Vincere | 7          | 16         | 16         |  |  |                                   |               |        |        |        |
|  | Vereinigte Staaten                | Team Liquid   | 16         | 13         | 10         |  |  |                                   |               |        |        |        |
|  |                                   |               |            |            |            |  |  |                                   |               |        |        |        |

## Preisgeldverteilung
| Platz   | Clan                  | Preisgeld (in US-Dollar) |
| ------- | --------------------- | ------------------------ |
| 1.      | Natus Vincere         | $125.000                 |
| 2.      | Virtus.pro            | $50.000                  |
| 3. – 4. | Team Liquid SK Gaming | $25.000                  |
| 5. – 6. | fnatic OpTic Gaming   | $8.500                   |
| 7.      | Astralis              | $5.000                   |
| 8.      | G2 Esports            | $3.000                   |